# Risiera di San Sabba

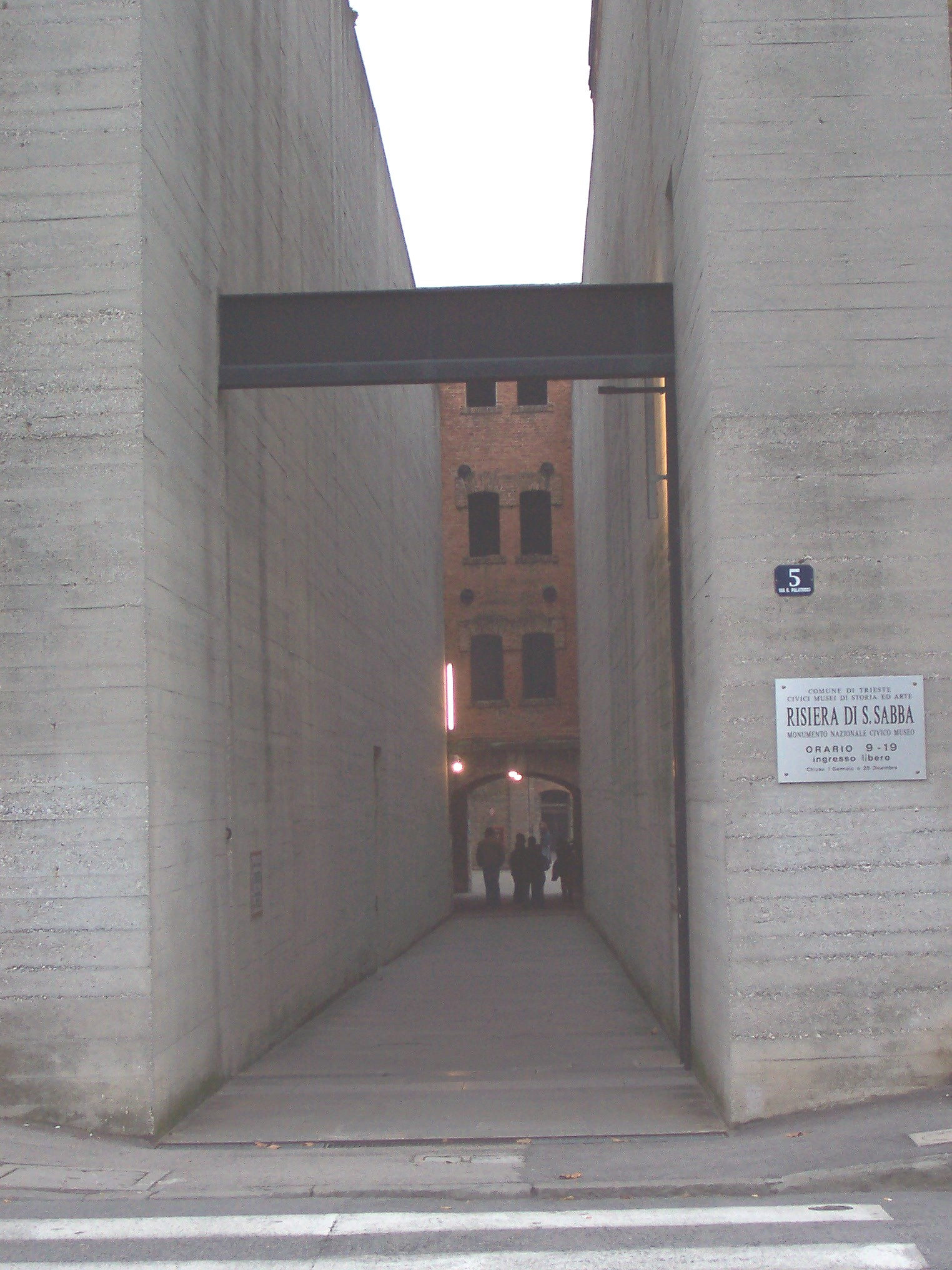
11 metrů vysoká zeď, kterou se vstupovalo do tábora

Risiera di San Sabba byl nacistický koncentrační tábor v italském městě Terst. Věznili se zde političtí vězni, partyzáni a převážně Židé. Ti, kteří zde nezemřeli byli následně převáženi do jiných nacistických táborů např. do Osvětimi, Mauthausenu či Dachau. Byl to jediný koncentrační tábor s krematoriem na území Itálie. Kvůli velkému množství vražd v bývalé továrně se tento tábor chybně označuje jako Vyhlazovací tábor – jejichž hlavní nebo jedinou činností byla likvidace deportovaných.

## Historie
Budova, ve které se tábor nacházel, byla postavena v roce 1898 a původně sloužila jako továrna na zpracování rýže až do roku 1927, kdy byla opuštěna. Brzy začala část objektu využívat italská armáda jako sklad, až se v roce 1940 plně přeměnila na vojenská kasárna. Němci dorazili do Terstu 8. září. Potom se budova přeměnila na Stalag 339, zajatecký tábor pro italské vojáky. Později se přeměnil na Polizeihaftlager – policejní zadržovací tábor.

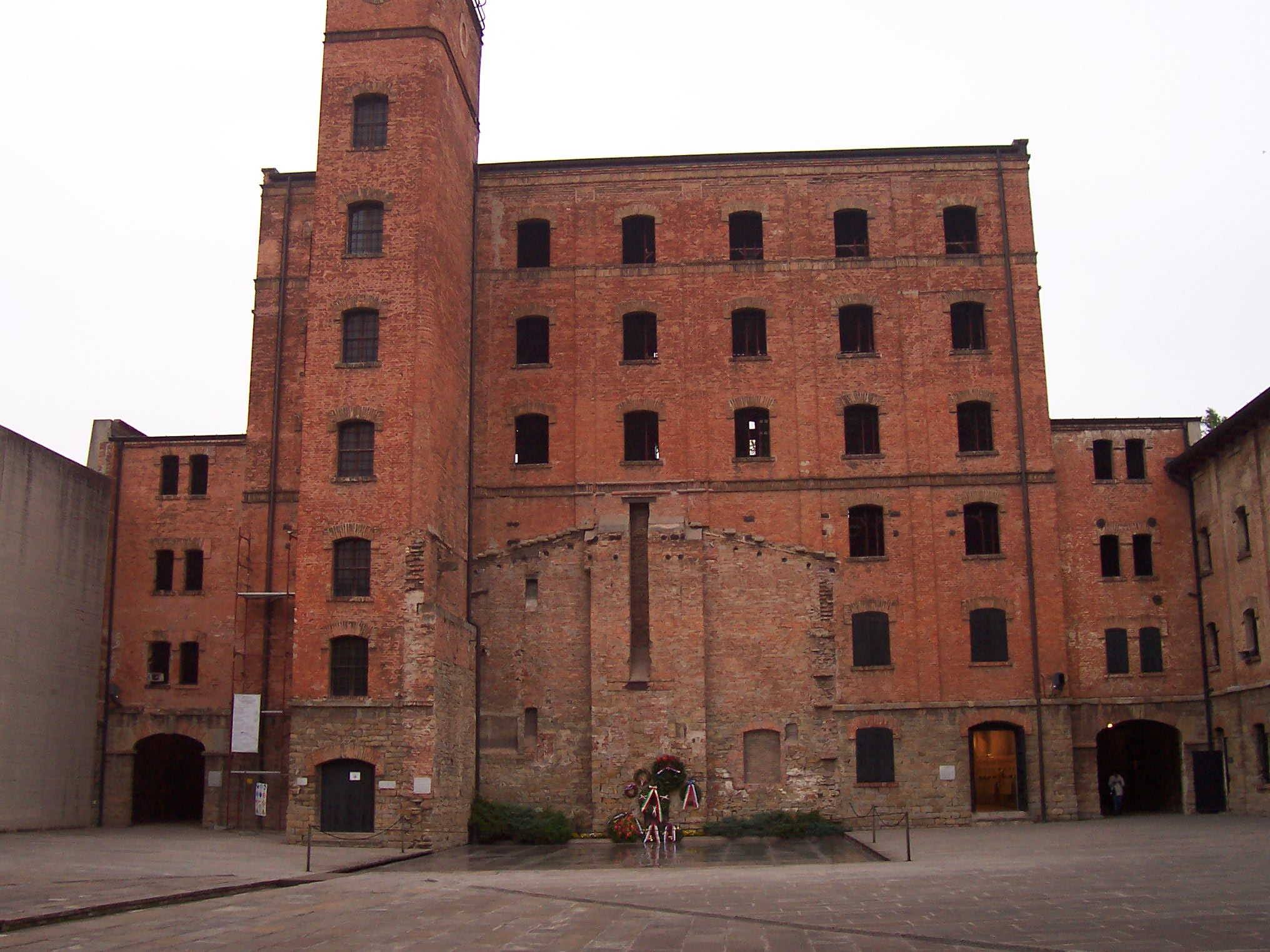
Budova krematoria

V červenci roku 1943 se vylodili spojenci na Sicílii, s nimiž italský král Viktor Emanuel III. podepsal příměří. Sever Itálie ale obsadila německá armáda a hned začala s likvidací Židů, politických nepřátel, partyzánů a dalších. Spojenci s Němci válčili o severní Itálii až do konce války. Terst a jeho okolí Němci prohlásili za území se zvláštním statutem: Operationszone Adriatisches Küstenland. Ve zbytku nacisty obsazené severní Itálie vznikl loutkový stát Italská sociální republika, kde Mussolini zastával funkci tzv. Vůdce národa.

### Budova
Za 11 metrů vysokou šedou zdí stojí šestipatrová budova z popraskaných červených cihel, takto vypadá vstup do nacisty zřízeného koncentračního tábora Risiera di San Sabba, který vznikl v roce 1943. Nacisté zde své vězně zabíjeli nejrůznějšími způsoby, zplynováním pomocí speciálně vybavených aut, zastřelením či ubitím k smrti. Mrtvoly se pak spalovaly v krematoriu, které zde bylo postaveno na začátku roku 1944 a na jehož stavbě se podílel Erwin Lambert, který dříve dohlížel na stavbu plynových komor ve vyhlazovacím táboře Treblinka. Krematorium bylo v provozu od 6. dubna 1944. Táboru velel Josef Josef Oberhauser, který byl v lednu 1945 povýšen na hodnost SS-Obersturmführer.

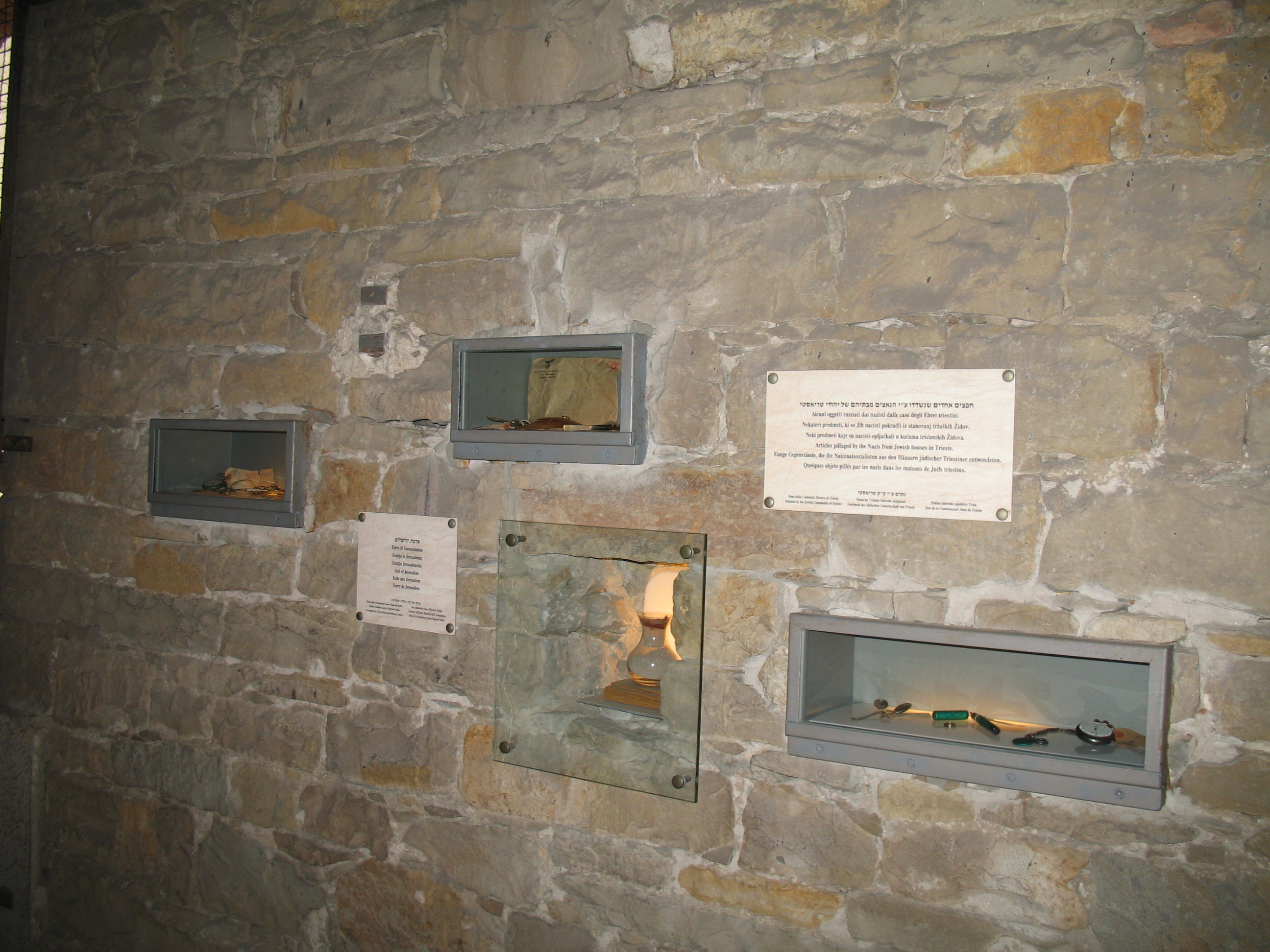
Osobní předměty obětí

V prvních dvou patrech bylo vybudováno 17 cel pro šest osob, určených k likvidaci. Po obětech zde zůstaly nápisy na stěnách a dveřích a dokonce i některé osobní předměty – hodinky, hřeben, plnicí pero… Následující čtyři patra budovy tvořily velké ubytovny, kde byli vězni čekající na deportaci do jiného tábora. V centrální budově využívané jako kasárna s krematoriem je dnes muzeum.
Nacisté ve spolupráci místních italských fašistů v tomto táboře zavraždili nejméně 5 tisíc lidí, převážně Židů. Další tisíce vězněných odsud deportovali do táborů v Německu a Polsku.

### Po válce
Po válce, během spojenecké okupace Terstu a na Svobodném území Terstu, byla stavba využívána jako přijímací středisko pro italské uprchlíky z juliánsko-dalmatského exodu až do roku 1965. Ten rok prezident Giuseppe Saragat označil tuto budovu jako národní památku.
V roce 1976 byl před soud v Terstu postaven Oberhauser a v nepřítomnosti odsouzen na doživotí. Ale protože německo-italská dohoda neumožňovala vydávání válečných zločinců, v poklidu dožil v Bavorsku.